# ZOO (gruppo musicale)
Gli ZOO, anche conosciuti come ZOO Posse, sono stati un gruppo musicale valenzano fondato nel 2014 a Gandia, il cui genere varia tra il rap, l'hip-hop, il rock e lo ska, con influenze elettroniche. I testi delle canzoni trattano di politica e problemi sociali.
Il gruppo è stato fondato nel 2014 da Panxo (Toni Sánchez), ex membro degli Orxata Sound System, e dai Sophy Zoo, un gruppo di rap in castigliano attivo dal 2008. Il loro primo disco, Tempestes vénen del sud, contiene Estiu, il singolo uscito nella primavera dello stesso anno che ha ottenuto intorno al milione e mezzo di visualizzazioni in poco tempo.
Nel gennaio del 2024 hanno annunciato il loro addio alla scena musicale.

## Discografia

### Album in studio
- 2014 – Tempestes vénen del sud
- 2017 – Raval
- 2021 – Llepolies

### Album dal vivo
- 2020 – Directe Barcelona 2019

### EP
- 2018 – Ep2k18

### Singoli
- 2014 – Estiu
- 2014 – Escenes quotidianes vol.I
- 2014 – Escenes quotidianes vol.II
- 2015 – Escenes quotidianes vol.III
- 2015 – Camins (con Oques Grasses)
- 2015 – Esbarzers (La Gossa Sorda remix)
- 2016 – Escenes quotidianes vol.IV
- 2016 – Escenes quotidianes vol.V
- 2016 – Escenes quotidianes vol.VI
- 2016 – Escenes quotidianes vol.VII
- 2016 – Escenes quotidianes vol.VIII
- 2017 – El cap per avall
- 2017 – La mestra
- 2018 – Robot (con Road Ramos)
- 2018 – Omertà
- 2018 – Cançons d'ofrena (con JazzWoman)
- 2018 – Karrer de l'amargura (con Fermin Muguruza e Xabi Arakama)
- 2021 – Avanta
- 2021 – Llepolies (con Marala)
- 2022 – Grauera
- 2022 – Panya
- 2024 – Epíleg